# Journée mondiale de prière
Pour les articles homonymes, voir JMP.

Logo de la Journée mondiale de prière depuis 1982.

La Journée Mondiale de Prière (JMP), en anglais World Day of Prayer est un mouvement œcuménique international de femmes chrétiennes laïques. La journée est célébrée chaque année depuis 1887, le premier vendredi du mois de mars, dans plus de 170 pays entre toutes les traditions chrétiennes. Par cette journée ouverte à tous, les femmes affirment que « prière et action » jouent un rôle essentiel dans le monde et ne peuvent être dissociées. La charte de la JMP se décline en trois mots : « s’informer, prier et agir ».

## Les objectifs
La Journée Mondiale de Prière est :
- Un mouvement lancé par des femmes et porté par elles dans plus de 170 pays et régions du monde
- Un mouvement qui se concrétise par une célébration annuelle le premier vendredi de mars, à laquelle tous, hommes et femmes, sont invités. Chaque année, des femmes d’un pays et d’un continent différents préparent la célébration sur un thème proposé par le comité international
- Un mouvement qui rassemble, dans un œcuménisme vécu à la base, des femmes de cultures et de confessions différentes dans l’action solidaire et la recherche d’un compréhension mutuelle
- Un mouvement qui s’intéresse au statut de la femme, en particulier dans les pays défavorisés

Par la Journée Mondiale de Prière, les femmes, sur toute la terre :
- Confessent leur foi en Jésus-Christ
- Partagent leurs joies, leurs peines et apprennent les unes des autres
- Croient que la prière est force de changement
- Vivent la solidarité entre elles et posent ainsi des signes d’unité

La Journée Mondiale de Prière permet aux femmes :
- De sortir de leur isolement et de s’ouvrir sur le monde
- De s’enrichir au contact de la culture et de la foi d’autres chrétiennes
- De partager le poids des fardeaux dans la prière
- De s’engager dans l’action, en soutenant par leur offrande des projets éducatifs, sociaux, sanitaires et économiques en faveur des femmes et des enfants
- De prendre conscience de leurs propres dons et de les mettre au service de la société

## Histoire
La JMP remonte à une initiative d'action sociale et de prière en faveur des populations défavorisées fondée par des femmes protestantes aux États-Unis, au lendemain de la guerre de Sécession, en 1887. Le mouvement, œcuménique depuis ses origines, prend une dimension internationale après la Première guerre mondiale. La solidarité des femmes chrétiennes est la clef de voûte de son organisation,.
En 1960, la JMP arrive en France. En 1969, l’Union mondiale des organisations féminines catholiques se joint au mouvement protestant. Depuis 1989, la JMP de France s’est constitué en association. Les communautés œcuméniques suisses ont rejoint ce mouvement le 24 janvier 2017

### Historique des célébrations
| Date       | Thème                                                                                             | Pays                                                 |
| ---------- | ------------------------------------------------------------------------------------------------- | ---------------------------------------------------- |
| 12/02/1932 | Demeurez fermes dans la prière                                                                    | Inde Britannique                                     |
| 03/03/1933 | Toi, suis-moi                                                                                     | République de Chine                                  |
| 16/02/1934 | Prière pour la paix de Jérusalem                                                                  | Union d'Afrique du Sud                               |
| 08/03/1935 | Portez les fardeaux les uns des autres (Ga 6. 2)                                                  | Pays Bas                                             |
| 28/02/1936 | Paix sur la terre, volonté de Dieu envers les hommes (Lc 2. 14)                                   | Chili                                                |
| 12/02/1937 | Tu es le Christ, fils du Dieu vivant                                                              | Afrique                                              |
| 04/03/1938 | L’Église, une communauté mondiale                                                                 | Nouvelle-Zélande                                     |
| 24/02/1939 | Transformons notre amour en actions et réalisons l’amour                                          | États-Unis                                           |
| 09/02/1940 | Dans le silence et la confiance est votre force (Is 30. 15)                                       | Angleterre                                           |
| 28/02/1941 | Que ton règne vienne (Mt 6. 10)                                                                   | Shanghai ( République de Chine)                      |
| 1942       | Je suis le chemin (Jn 14. 6)                                                                      | Réfugiés Français Réfugiés Allemands                 |
| 20/02/1943 | Père, je prie qu’ils soient tous un (Jn 17. 21)                                                   | États-Unis                                           |
| 25/02/1944 | Et le Seigneur s’étonna de ce qu’il n’y avait pas d’intercesseur                                  | 150 étrangers et missionnaires de plus de 100 pays   |
| 16/02/1945 | Que vous proclamiez la louange de celui qui vous a appelés des ténèbres à sa merveilleuse lumière | Angleterre Pays de Galles Irlande du Nord            |
| 08/03/1946 | Ce que bâtit notre paix (Lc 19. 42)                                                               | République centrafricaine                            |
| 21/02/1947 | Aplanissez dans le désert une route pour notre Dieu (Is 40. 3)                                    | Inde Britannique                                     |
| 13/02/1948 | Le monde en prière                                                                                | États-Unis                                           |
| 04/03/1949 | Le Seigneur est ton gardien (Ps 121. 5)                                                           | République de Chine                                  |
| 24/02/1950 | La foi pour notre temps                                                                           | Japon                                                |
| 09/02/1951 | L’amour parfait bannit la peur                                                                    | Allemagne                                            |
| 29/02/1952 | Christ notre espérance                                                                            | Travailleurs migrants, saisonniers, amérindiens      |
| 20/02/1953 | Marchez comme les enfants de la lumière (Ep 5. 8)                                                 | Afrique                                              |
| 05/03/1954 | Qu’ils aient la vie (Jn 10. 10)                                                                   | Inde                                                 |
| 25/02/1955 | Demeurez en moi (Jn 15. 4)                                                                        | Argentine                                            |
| 17/02/1956 | Un troupeau, un berger                                                                            | États Unis                                           |
| 08/03/1957 | Qui pourrait nous séparer ?                                                                       | Hongrie                                              |
| 21/02/1958 | Le pain de la vie (Jn 6. 35)                                                                      | Australie                                            |
| 13/02/1959 | Seigneur, je crois (Jn 9. 38)                                                                     | Égypte                                               |
| 04/03/1960 | Collaborateurs de Dieu                                                                            | Canada                                               |
| 17/02/1961 | À travers les âges - Que ton règne vienne (1 Th 1. 18)                                            | États Unis                                           |
| 09/03/1962 | Car Dieu a tant aimé le monde (Jn 3. 16)                                                          | Uruguay                                              |
| 01/03/1963 | Plus que vainqueurs                                                                               | Corée                                                |
| 14/02/1964 | Seigneur, apprends-nous à prier (Lc 11. 1)                                                        | Suisse                                               |
| 05/03/1965 | … que demande le Seigneur ? (Mi 6. 8)                                                             | États Unis                                           |
| 25/02/1966 | Vous êtes mes témoins (Is 34. 10)                                                                 | Écosse                                               |
| 10/02/1967 | Son Règne n’aura pas de fin (Lc 1. 33)                                                            | Tonga                                                |
| 01/03/1968 | Portez les fardeaux les uns des autres (Ga 6. 2)                                                  | Ceylan                                               |
| 07/03/1969 | Croître ensemble pour le Christ                                                                   | Sierra Leone Ghana Afrique du Sud Congo Zambie Kenya |
| 06/03/1970 | Courage                                                                                           | Jamaïque Égypte États Unis Philippines Guyana        |
| 05/03/1971 | A temps nouveaux, hommes nouveaux                                                                 | Caraïbe                                              |
| 03/03/1972 | Réjouissez-vous !                                                                                 | Europe                                               |
| 02/03/1973 | Présents au monde, aujourd’hui                                                                    | New Zealand                                          |
| 01/03/1974 | Artisans de paix                                                                                  | Japon                                                |
| 07/03/1975 | Appelés à l’unité                                                                                 | Égypte                                               |
| 05/03/1976 | Éducation, pour une vie libérée                                                                   | Mexico Amérique du Sud                               |
| 04/03/1977 | L’amour en action                                                                                 | RDA                                                  |
| 03/03/1978 | Vivre la communauté dans le monde d’aujourd’hui                                                   | Canada                                               |
| 02/03/1979 | Croître dans la foi                                                                               | Afrique de l'est                                     |
| 07/03/1980 | Libres et responsables                                                                            | Thaïlande                                            |
| 06/03/1981 | Au Seigneur de la terre                                                                           | USA                                                  |
| 05/03/1982 | Le peuple de Dieu rassemblé pour le culte, dispersé pour le service                               | Irlande Irlande du Nord                              |
| 04/03/1983 | Être renouvelés en Christ, vivre en hommes nouveaux                                               | Caraïbes                                             |
| 02/03/1984 | Source d’eau vive Notre espérance                                                                 | Suède                                                |
| 01/03/1985 | La paix, la prière et l’action                                                                    | Inde                                                 |
| 07/03/1986 | Choisissons la vie !                                                                              | Australie                                            |
| 06/03/1987 | Venez et réjouissez-vous !                                                                        | JMP Internationale (Pour fêter le centenaire)        |
| 04/03/1988 | Portes ouvertes                                                                                   | Brésil                                               |
| 03/03/1989 | Seigneur apprends-nous à prier                                                                    | Birmanie                                             |
| 02/03/1990 | Pour un avenir meilleur, justice pour tous                                                        | Tchécoslovaquie                                      |
| 01/03/1991 | Cheminer ensemble                                                                                 | Kenya                                                |
| 06/03/1992 | Vivre sagement avec la création                                                                   | Suisse germanophone Autriche Allemagne               |
| 05/03/1993 | Peuple de Dieu, instrument de guérison                                                            | Guatemala                                            |
| 04/03/1994 | Va, regarde et agis                                                                               | Palestine                                            |
| 03/03/1995 | La terre, une maison pour tous                                                                    | Ghana                                                |
| 01/03/1996 | Dieu invite à répondre à son appel                                                                | Haïti                                                |
| 07/03/1997 | Comme une graine qui devient arbre                                                                | Corée                                                |
| 06/03/1998 | Qui est mon prochain ?                                                                            | Madagascar                                           |
| 05/03/1999 | La tendresse de Dieu                                                                              | Venezuela                                            |
| 03/03/2000 | Talitha qoumi, jeune fille lève-toi                                                               | Indonésie                                            |
| 02/03/2001 | S’informer pour prier, prier pour agir                                                            | Samoa                                                |
| 01/03/2002 | La réconciliation, un défi                                                                        | Roumanie                                             |
| 07/03/2003 | Esprit Saint, remplis nos cœurs                                                                   | Liban                                                |
| 05/03/2004 | Animées par la foi, les femmes façonnent l’avenir                                                 | Panama                                               |
| 04/03/2005 | Que brille notre lumière                                                                          | Pologne                                              |
| 03/03/2006 | Signe des temps                                                                                   | Afrique du Sud                                       |
| 02/03/2007 | Unis sous la tente de Dieu                                                                        | Paraguay                                             |
| 07/03/2008 | La sagesse de Dieu renouvelle notre compréhension                                                 | Guyana                                               |
| 06/03/2009 | En Christ, un corps avec beaucoup de membres                                                      | Papouasie-Nouvelle-Guinée                            |
| 05/03/2010 | Que tout ce qui respire loue le Seigneur (Ps 150. 6)                                              | Cameroun                                             |
| 04/03/2011 | Combien de pains avez-vous ? (Mt 15. 34)                                                          | Chili                                                |
| 02/03/2012 | Que règne la justice                                                                              | Malaisie                                             |
| 01/03/2013 | J’étais étranger et vous m’avez accueilli (Mt 25. 35)                                             | France                                               |
| 07/03/2014 | Les eaux jailliront dans le désert (Jean 4, 1-30)                                                 | Égypte                                               |
| 03/03/2015 | Comprenez-vous ce que j’ai fait pour vous ? (Jn 13. 12)                                           | Bahamas                                              |
| 04/03/2016 | Qui reçoit les enfants, me reçoit                                                                 | Cuba                                                 |
| 03/03/2017 | Me trouves-tu injuste ?                                                                           | Philippines                                          |
| 02/03/2018 | Voilà, c’était très bon (Gn 1. 31)                                                                | Suriname                                             |
| 01/03/2019 | Venez, car tout est prêt (Lc 14. 15-24)                                                           | Slovénie                                             |
| 2020       | Lève-toi, prends ta natte et marche ! (Jn 5. 2-9)                                                 | Zimbabwe                                             |
| 2021       | Bâtir sur le roc (Mt 7. 24-29)                                                                    | Vanuatu                                              |
| 2022       | Un avenir à espérer                                                                               | Angleterre \| Pays de Galles \| Irlande du Nord      |
| 2023       | Votre foi m'interpelle (Épître aux Éphésiens 1, 15-19)                                            | Taïwan                                               |

## En France
Depuis 1989, la JMP s’est constitué en association loi de 1901. Son comité est composé de femmes catholiques, luthériennes, méthodiste, réformée et de l’Armée du salut.

### Présidentes
- 1988 - 1994 : Elisabeth Faerber
- 1994 - 2005 : Annelise Gerber
- 2005 - 2009 : Catherine Kempf
- 2009 - 2017 : Odile Leleu
- 2017 - : Hélène Bertrand